# Casa Glenn Curtiss
La Casa Glenn Curtiss  es una casa histórica ubicada en Miami Springs, Florida. La Casa Glenn Curtiss se encuentra inscrito  en el Registro Nacional de Lugares Históricos desde el 21 de diciembre de 2001.  Martin L. la diseñó en estilo neopueblo.

## Ubicación
La Casa Glenn Curtiss se encuentra dentro del condado de Miami-Dade en las coordenadas 25°48′35″N 80°17′01″O / 25.809722, -80.283611.